# Shaanxi
Ne doit pas être confondu avec Shanxi.

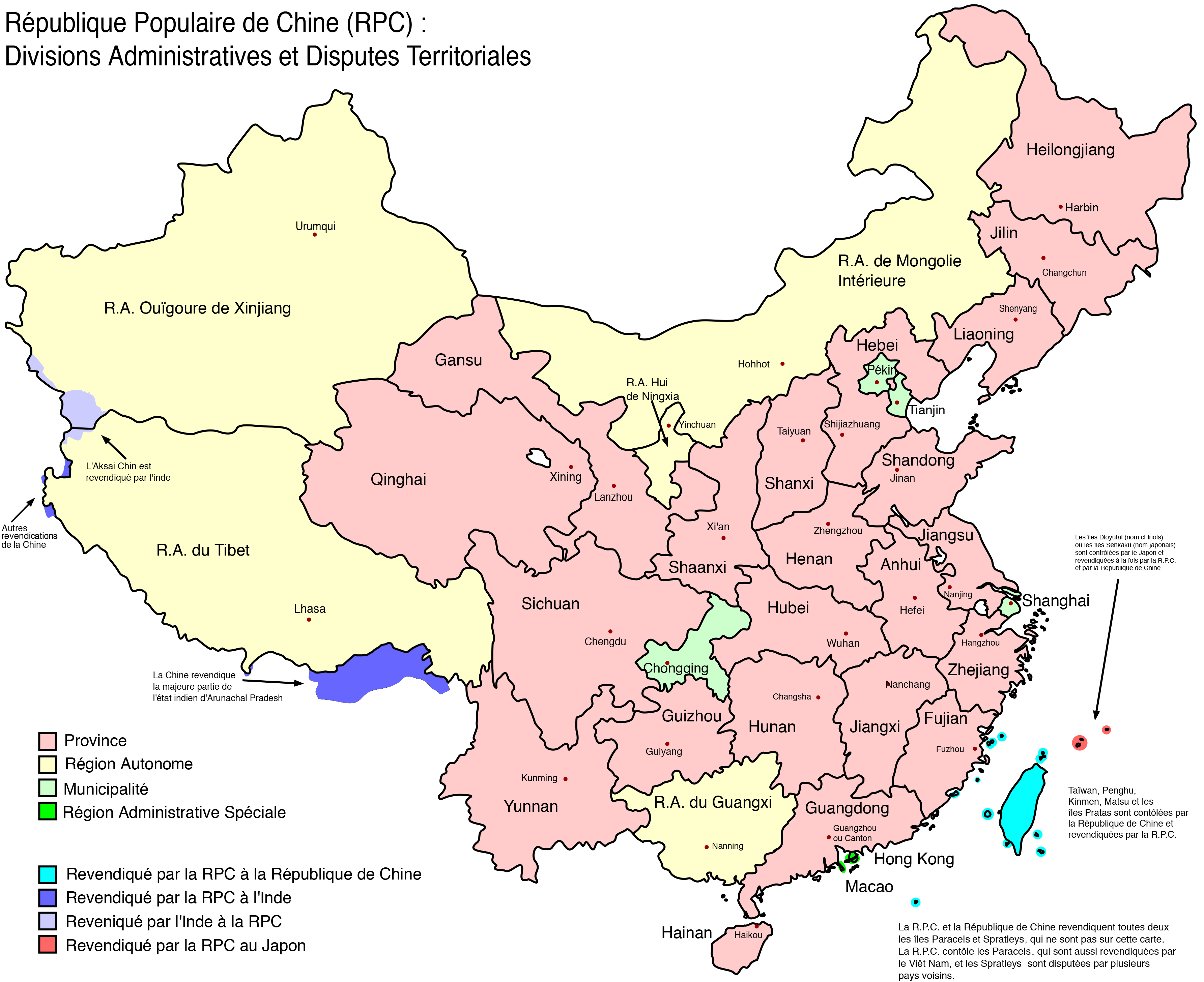
Divisions administratives et disputes territoriales de la république populaire de Chine.

Le Shaanxi (chinois : 陕西 ; pinyin : Shǎnxī ; EFEO : Chen-si ; litt. « à l'ouest du col / Shan » ; /ʂàn.ɕí/ ) est une très ancienne province de la Chine située dans le nord-est du pays. La surface de son territoire est de 205 800 km2 (11e rang des provinces chinoises) et elle est peuplée de 38,6 millions d'habitants (16e rang). Sa capitale Xi'an, une des plus anciennes villes chinoises, est peuplée de plus de 7 millions d'habitants, ce qui en fait la plus grande des métropoles du nord-ouest chinois. L'économie du Shaanxi repose sur l'extraction du charbon, du pétrole et le secteur des hautes technologies. La moitié de la recherche et de la production du secteur aérospatial y est réalisée.
Le Shaanxi ne doit pas être confondu avec la province voisine au nom, homophone au ton près, de Shanxi (chinois simplifié : 山西 ; pinyin : Shānxī) : écouter Shanxi ; écouter Shaanxi

## Histoire
Le plus ancien fossile humain chinois a été découvert près de Lantian : l'Homme de Lantian de l'espèce Homo erectus a vécu il y a environ 1,63 million d'années.
La province du Shaanxi est considérée comme l'un des berceaux de la civilisation chinoise. Pendant plus de 1 100 ans, treize dynasties y établirent leur capitale, et elle resta ainsi le centre politique de la Chine depuis la dynastie Zhou jusqu'à la chute de la dynastie Tang au tout début du Xe siècle.
C'est dans cette province de Chine qu'a eu lieu en 1556 le tremblement de terre le plus meurtrier de l'histoire de l'humanité, où 830 000 personnes environ ont trouvé la mort.
C'est dans cette région, dans le Soviet de Yan'an, que vinrent se réfugier les communistes dirigés par Mao Zedong à l'issue de la Longue Marche.

## Géographie
Le Shaanxi est située au centre-nord de la Chine à environ 750 km de la côte est de ce pays. Sa superficie est de 205 600 km2 et il s'étend sur 878 km du nord au sud et sur 517 km de l'est à l'ouest. C'est la province la plus à l'est de la Chine du nord-ouest (le Xibei). Le Shaanxi est entouré par les provinces du Shanxi à l'est et au nord-est, du Henan à l'est, du Hubei au sud-est, du Chongqing au sud, du Sichuan au sud-ouest, du Gansu à l'ouest, du Níngxià au nord-ouest et de la Mongolie intérieure au nord,.
La province est divisée du nord au sud en trois régions aux caractéristiques très différentes par les montagnes du nord et  les monts Qinling. Au nord se trouvent le désert de Mu Us et le plateau de Lœss constitué de dépôts sédimentaires éoliens de lœss érodés en profondeur. Ce sous-ensemble occupe 82 200 km², soit 40% de la superficie de la province, et son altitude est comprise entre 900 et 1900 mètres. Au milieu du Shaanxi se trouve la région du Guanzhong, centrée sur la vallée de la rivière Wei, affluent du fleuve Jaune qui traverse la province d'est en ouest. Cette partie de la province a une superficie de 49 400 km2 (24 % du total) et son altitude est comprise entre 460 et 850 m. Au sud on trouve les massifs des monts Qinling et le Daba Shan qui occupent une superficie de 74 000 km2 soit 36 % de la superficie de la province. On y trouve plusieurs sommets célèbres comme le Hua Shan, le Taibai Shan, le Zhongnan Shan et le Li Shan. Environ 10 % de la surface de la province est constituée de désert essentiellement au nord, 20 % est recouverte de steppes, 20 % est constituée de terres agricoles et 42 % de la surface est dominée par les forêts sans que la couverture forestière soit complète.

### Hydrographie
Les deux tiers nord du Shaanxi font partie du bassin versant du fleuve Jaune qui traverse la province sur une longueur de 716 kilomètres. Sur certaines parties de son cours, le fleuve a creusé profondément le plateau de Lœss et il circule au fond de gorges profondes ou le long de falaises abruptes. À la frontière avec la province voisine du Shanxi, les chutes de Hukou sont les chutes d'eau les plus importantes du fleuve. Le fleuve Jaune est alimenté dans le Shaanxi par 349 affluents ayant un bassin versant supérieur à 100 km2. Le plus important d'entre eux est la rivière Wei longue de 818 km. Les autres affluents importants sont le Kuye He, le Wuding He, le Yan He, le Luo He et le Jing He.
Le tiers sud du Shaanxi fait partie du bassin versant du Yangzi Jiang. Ce fleuve ne coule pas dans cette province mais est alimenté de manière directe ou indirecte par près de 1 772 cours d'eau prenant leur source dans le Shaanxi. Les plus importants de ces affluents sont le Han Jiang, le Jialing Jiang et leurs affluents le Dan Jiang et le Bao He. En tout le Shaanxi fournit un volume de 31 milliards de mètres cubes d'eau au Yangzi Jiang. Du fait de la distribution des précipitations dans la province, les deux tiers des ressources en eau du Shaanxi se trouvent concentrées dans le tiers sud de la province.
Le Shaanxi dispose de très peu de lacs naturels. En 2018 on recensait 1 102 lacs représentant un volume de 9,4 milliards de mètres cubes d'eau. Par ailleurs, d'importantes surfaces agricoles sont irriguées grâce à des lacs de barrage et des étangs artificiels. Les cours d'eau du Shaanxi sont pour la plupart peu profonds et sont régulièrement à sec si bien que seuls le fleuve Jaune et le Han Jiang sont navigables.

### Climat
Les monts Qinling qui courent d'est en ouest coupent le Shaanxi en deux zones climatiques bien distinctes. Alors que la zone la plus septentrionale connait un climat de steppe froid (classification de Köppen Bsk), la majeure partie du nord a un climat continental froid de type Dwa. Au sud des monts Quinling, on trouve un climat tempéré (Cwa). Dans le Shaanxi, les quatre saisons sont bien marquées. Le printemps est généralement peu pluvieux et changeant et s'accompagne souvent de tempêtes de poussière, l'été est très chaud et sec, l'automne est froid et humide tandis que l'hiver est froid à très froid et sec. La température moyenne annuelle est comprise du nord au sud entre 9 °C et 16 °C. Sur le plateau de Lœss, les précipitations sont réduites (précipitations annuelles comprises entre 400 et 500 mm) et les hivers sont rigoureux. Dans les massifs du sud, il tombe environ 1 200 mm de pluie chaque année tandis que les précipitations sont comprises entre 500 et 700 mm dans le Shaanxi central.

### Catastrophes naturelles
Au cours de son histoire, le Shaanxi a connu toutes les deux à trois décennies des sécheresses catastrophiques s'étalant sur deux ans qui réduisaient à la famine jusqu'à 20 % de la population. Les dernières catastrophes de ce type se sont produites en 1899/1900 et 1929/1931. La création d'un réseau de transport et la réalisation de lacs de retenue ont permis de réduire ce risque. Des précipitations violentes en été peuvent également déclencher des catastrophes en gonflant les petits cours d'eau et en les transformant en torrents destructeurs qui emportent des quantités importantes de sédiments et non seulement détruisent tout, mais enfouissent également les zones inondées avec d'épaisses couches de boue. Le Shaanxi est fréquemment touché par des séismes. Le tremblement de terre de 1556 a été le plus puissant qui se soit produit en Chine.

## Démographie
Pratiquement toute la population est constituée de Hans. Il existe quelques poches de population faisant partie de l'ethnie Hui dans le nord-ouest près de la frontière avec la région autonome du Níngxià. Le sud du Shaanxi, qui faisait partie historiquement de la province Guanzhong et où se trouve la capitale Xi'an, est beaucoup plus peuplée que le nord.
| 1912       | 1928       | 1947       | 1954       | 1964       | 1982       |
| 9 364 000  | 11 802 000 | 10 011 000 | 15 881 000 | 20 767 000 | 28 904 000 |
| 1990       | 2000       | 2007       | 2010       | 2014       | 2018       |
| 32 882 000 | 35 365 000 | 37 080 000 | 37 350 000 | 37 750 000 | 38 640 000 |

## Économie

### Énergie fossile
La richesse du Shaanxi provient en premier lieu de ses ressources en énergie fossile : charbon, pétrole et gaz naturel. En ce qui concerne le charbon, le Shaanxi est classé au troisième rang des provinces (après le Xinjiang et la Mongolie intérieure) avec 600 millions de tonnes extraits en 2018 soit 15% du total national,. Les principaux gisements se trouvent dans le nord-est autour de Shenmu à la limite du Shanxi. Les réserves de charbon du Shaanxi, qui sont très abondantes, sont exploitées par les sociétés Shenhua Group, Shandong Yanzhou Mining Group et d'autres sociétés privées. Le Shaanxi se classe au premier rang des provinces pour la production de pétrole brut. En 2019, 35,4 millions de tonnes de pétrole brut ont été extraits du sous-sol (total national : 191 millions de tonnes). Les gisements sont exploités par les sociétés chinoises Sinopec, PetroChina, la China National Offshore Oil Corporation et le groupe Yanchang. Le Shaanxi se classe au premier rang des provinces pour la production de gaz naturel avec environ 50 milliards de m³ extraits en 2019 soit environ 29% du total chinois. Les gisements sont situés près de la ville de Yulin dans l'extrême nord-est à la limite de la Mongolie intérieure.

### Agriculture
La partie sud du Shaanxi fait partie de la région de la Chine qui est caractérisée par une double récolte annuelle, des cultures irriguées et l'exploitation sylvestre. On y cultive du riz, du blé d'hiver et du maïs ainsi que des cultures tropicales telles que le thé, l'huile d'abrasin, les citrons et d'autres variétés de fruits. Plus au nord la vallée de la rivière Wei est caractérisée par une agriculture intensive. Les principaux produits agricoles sont le riz, le blé d'hiver, le tabac, le coton. Les cultures complémentaires sont le sésame, les betteraves à sucre, le chanvre et le colza qui sont pratiquées en particulier sur le cours supérieur de la rivière Wei et dans la vallée de la Jing.
Entre 1974 et 1995, la surface agricole cultivée a diminué de 53 %.

## Éducation
Dans les districts administratifs de Shenmu, Zichang et Wuqi, un système d'éducation « gratuit et pour tous » a été mis en place.[réf. nécessaire]

## Subdivisions administratives
En 2001, la province du Shaanxi était composée de 10 villes-préfectures (设区市, shèqū shì) dépendant de villes ayant un rang administratif équivalent à celui des préfectures dont une ville sous-provinciale.
| Subdivisions administratives du Shaanxi         | Subdivisions administratives du Shaanxi | Subdivisions administratives du Shaanxi | Subdivisions administratives du Shaanxi | Subdivisions administratives du Shaanxi | Subdivisions administratives du Shaanxi | Subdivisions administratives du Shaanxi | Subdivisions administratives du Shaanxi | Subdivisions administratives du Shaanxi | Subdivisions administratives du Shaanxi | Subdivisions administratives du Shaanxi |
| Carte                                           | No.                                     | Code subdivision                        | Préfecture                              | chinois Hanyu Pinyin                    | Superficie en km2                       | Population 2010                         | Siège                                   | Subdivisions                            | Subdivisions                            | Subdivisions                            |
| Carte                                           | No.                                     | Code subdivision                        | Préfecture                              | chinois Hanyu Pinyin                    | Superficie en km2                       | Population 2010                         | Siège                                   | Districts                               | Xians                                   | villes- district                        |
| ----------------------------------------------- | --------------------------------------- | --------------------------------------- | --------------------------------------- | --------------------------------------- | --------------------------------------- | --------------------------------------- | --------------------------------------- | --------------------------------------- | --------------------------------------- | --------------------------------------- |
| District où se situe la mairie de la ville Xian |                                         |                                         |                                         |                                         |                                         |                                         |                                         |                                         |                                         |                                         |
| — Ville sous-provinciale —                      |                                         |                                         |                                         |                                         |                                         |                                         |                                         |                                         |                                         |                                         |
| 1                                               | 610100                                  | Xi'an                                   | 西安市 Xī'ān Shì                        | 10 097 km²                              | 8 467 837                               | ville de Xi'an                          | 11                                      | 2                                       |                                         |                                         |
| — Villes-préfectures —                          |                                         |                                         |                                         |                                         |                                         |                                         |                                         |                                         |                                         |                                         |
| 2                                               | 610900                                  | Ankang                                  | 安康市 Ānkāng Shì                       | 23 536 km²                              | 2 629 906                               | District de Hanbin                      | 1                                       | 9                                       |                                         |                                         |
| 3                                               | 610300                                  | Baoji                                   | 宝鸡市 Bǎojī Shì                        | 18 117 km²                              | 3 716 731                               | District de Jintai                      | 3                                       | 9                                       |                                         |                                         |
| 4                                               | 610700                                  | Hanzhong                                | 汉中市 Hànzhōng Shì                     | 27 096 km²                              | 3 416 196                               | District de Hantai                      | 2                                       | 9                                       |                                         |                                         |
| 5                                               | 611000                                  | Shangluo                                | 商洛市 Shāngluò Shì                     | 19 587 km²                              | 2 341 742                               | District de Shangzhou                   | 1                                       | 6                                       |                                         |                                         |
| 6                                               | 610200                                  | Tongchuan                               | 铜川市 Tóngchuān Shì                    | 3 885 km²                               | 834 437                                 | District de Yaozhou                     | 3                                       | 1                                       |                                         |                                         |
| 7                                               | 610500                                  | Weinan                                  | 渭南市 Wèinán Shì                       | 13 031 km²                              | 5 286 077                               | District de Linwei                      | 2                                       | 7                                       | 2                                       |                                         |
| 8                                               | 610400                                  | Xianyang                                | 咸阳市 Xiányáng Shì                     | 10 324 km²                              | 4 894 834                               | District de Hanbin                      | 3                                       | 9                                       | 2                                       |                                         |
| 9                                               | 610600                                  | Yan'an                                  | 延安市 Yán'ān Shì                       | 37 031 km²                              | 2 187 009                               | District de Hanbin                      | 2                                       | 10                                      | 1                                       |                                         |
| 10                                              | 610800                                  | Yulin                                   | 榆林市 Yúlín Shì                        | 42 920 km²                              | 3 351 437                               | District de Qindu                       | 2                                       | 9                                       | 1                                       |                                         |

## Principales villes
Les principales villes du Shaanxi se situent au sud de la province dans la fertile vallée de la rivière Wei densément peuplée. On y trouve notamment la capitale provinciale Xi'an, une des grandes métropoles chinoises et la plus peuplée des villes de l'ouest chinois (7,1 millions d'habitants en 2018). Les autres villes d'importance situées dans la vallées sont Baoji (835 000 habitants), Weinan (765 000 habitants) et Xianyang.
| Agglomération | Désignation en chinois | Population de l'agglomération millions (2017) | Rang (Chine) | Superficie | Densité | Commentaire |
| ------------- | ---------------------- | --------------------------------------------- | ------------ | ---------- | ------- | ----------- |
| Xi'an         |                        | 7,135                                         |              | 1 088 km²  | 6 600   |             |
| Baoji         |                        | 0,835                                         |              | 166 km²    | 5 000   |             |
| Weinan        |                        | 0,765                                         |              | 98 km²     | 7 800   |             |

## À voir

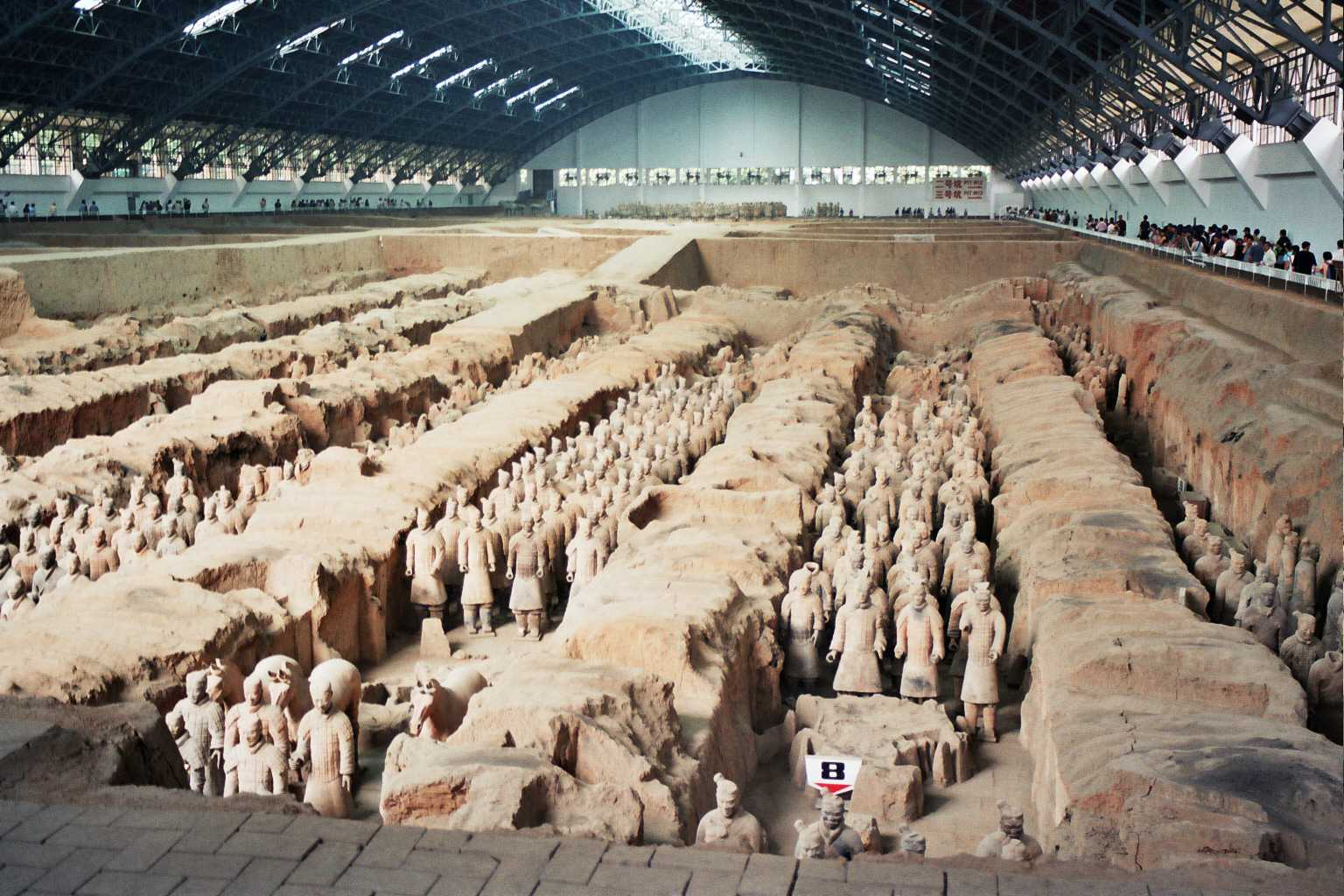
Mausolée de l'empereur Qin.

- Xi'an la capitale historique de la Chine, ses fortifications antiques, ainsi que la tour de la cloche et la tour du tambour, ses sites, sa cuisine (notamment les célèbres biang biang mian), et rou jia mo (肉夹馍) et plus généralement la cuisine du Shaanxi.
- Le mausolée de l'empereur Qin, le premier empereur de la Chine. Des milliers de statues de soldats de terre cuite et d'animaux ont été enterrées à proximité en l'honneur de cet empereur.
- Les nombreux tumulis des environs de Xi'an, souvent qualifiés de pyramides chinoises.
- La montagne Hua (華山 / 华山 Huáshān), une des cinq montagnes sacrées de Chine, qui culmine à 2 200 m.
- Les chutes de Hukou, les plus importantes chutes d'eau jaune du monde.
- La Grande Mosquée de Xi'an.
- Banpo, près de Xi'an, possède un musée du néolithique.
- Lantian, où fut trouvé l'Homme de Lantian.